# 島風號驅逐艦
島風級驅逐艦是日本帝國海軍於1941年動工的新型驅逐艦，官方的計畫中屬於丙型驅逐艦，即所謂的理想完美驅逐艦，是日本海軍在二戰時期最快的驅逐艦。
島風級驅逐艦刷新了日本海軍兩項記錄，一是安裝三座五聯裝93式重型魚雷發射管，可以一次發射15枚93型氧氣魚雷，堪稱是當時日本雷擊火力最強大的驅逐艦，使它成為第二次世界大戰最危險的驅逐艦之一；二是裝有試驗渦輪機，海試時航速達到40.9節，這也創下日本海軍除魚雷艇外的大型艦最快航速，至2017年仍未被打破。
島風級同时配备有火炮和魚雷，也兼具强大的机动力可以执行掩护和侦查任务，但是其技术成本过高，施工周期过长，价钱太贵，最後只有唯一一艘岛风號建成服役。1944年此艦戰沉於奧爾莫克灣。

## 簡介
島風號的誕生代表了二戰前日本海軍試圖以魚雷戰來做為決戰兵器的戰略構想產物。在1937年退出倫敦海軍條約後，各國過去被條約限制的尺寸問題不復存在，新型驅逐艦的大型化與高速化已不可避免，當時日本帝國海軍得知美國海軍新型驅逐艦正在量產，同時在速度上超越當時主力的陽炎級驅逐艦。1938年開始建造的本森級與格里維斯級直接反映出這種劣勢，這些新造艦極速都可到37節以上，被敵方的壓力牽著走之下日本海軍早在退出條約時就希望1939年能建造出極速可到40節的實驗艦，為此在1939年動工的陽炎級天津風號上搭載了一座實驗型高溫高壓鍋爐，由於實測效果還算成功，建造島風號的技術上才勉強過關。
魚雷發射管的配置上，原本設計時是希望安裝兩具不具再裝填機能的七聯裝發射管發揮最大規模的魚雷投射能量，最後考量發射管重量無法在危急時刻使用人力轉動的限制，改為3具五聯裝發射管。
島風號於1941年在舞鶴海軍工廠開工，1943年5月10日完工，在日本帝國海軍內屬一級驅逐艦，隸屬吳鎮守府。原定建造16艘，最終目標為建造32艘，但因為造艦能力無法配合，加上太平洋戰爭型態已經從軍艦間的決戰改變為航空武力的決戰為主，投資在主攻魚雷作戰的驅逐艦不符合作戰考量，因此僅建造本艦後便沒有後續計畫；與本艦作為對比則是重視防空機能的秋月級在後來的造艦計畫中一路增產，可表現出不同戰略下的軍備整建思維。
服役後的島風號編入以訓練為主的第十一水雷戰隊，參與了1943年7月日軍撤出基斯卡島，以及1944年的菲律賓海海戰。在1944年11月11日奧爾莫克灣戰役中，島風在美國海軍第38特遣艦隊的艦載機掃射下，造成船身大量破洞進水，輪機轉數下降而且開始噴出蒸氣，因此無法繼續航行。下午5點30分，艦身後部發生爆炸，艦上多數傷重者戰死，僅松原瀧三郎等21人存活，島風於1945年1月10日除籍。

## 公試成績
在1943年4月7日的過負荷全速公試中，排水量2894噸的島風號以輸出79240匹軸馬力的功率達到40.90節的高速。創下日本海軍除魚雷艇外的大型艦最快航速。
所謂的公試航速，是在軍艦的燃料與補給品裝載量2/3的狀態下所測的航行成績，但也有搭載一半裝載的情況下測試的的案例，大抵上仍是以2/3為常態。

## 參看
- 大日本帝國海軍艦艇列表